# Хелиокъл I
Хелиокъл I е владетел на Гръко-бактрийското царство от динстията на Евкратидите. Управлява ок. 145 – 130 пр.н.е.

## Произход и управление
Син и наследник е на Евкратид I, когото сваля от власт и убива.
През управлението на Хелиокъл номадско племе юеджи (тохари) напада Бактрия от североизток и за около десетилетие на непрестанни войни завладява царството, с което приключва управлението на гръцките царе. Хелиокъл е последният елинистически владетел, чието властване е засвидетелствано в Бактрия. В Индия управлението на индо-гръцките царе продължава още близо век и половина, преди да бъдат победени от индо-скитите и кушаните.